# Jambu lesleyae
Espèce
Synonymes
- Hapalopus lesleyae Gabriel, 2011

Jambu lesleyae est une espèce d'araignées mygalomorphes de la famille des Theraphosidae.

## Distribution
Cette espèce est endémique du Guyana. Elle se rencontre vers Amatuk.

## Description
Le mâle holotype mesure 18,5 mm.

## Systématique et taxinomie
Cette espèce a été décrite sous le protonyme Hapalopus lesleyae par Gabriel en 2011. Elle est placée dans le genre Jambu par Sherwood, Gabriel, Osorio, Benavides, Peñaherrera-R., Hörweg, Brescovit et Lucas en 2024.

## Étymologie
Cette espèce est nommée en l'honneur de Lesley Hedicker (1955–2011). 

## Publication originale
- Gabriel, 2011 : « A new species of Hapalopus Ausserer, 1875 from Guyana (Araneae: Theraphosidae). » Journal of the British Tarantula Society, vol. 26, p. 76-80.